# Can't Be Tamed
Can't Be Tamed é o terceiro álbum de estúdio da artista musical estadunidense Miley Cyrus. O seu lançamento ocorreu em 18 de junho de 2010, através da Hollywood Records. O disco possui uma sonoridade inspirada pelo dance-pop, sendo que em termos líricos, fala sobre se libertar de restrições e expectativas, que são largamente mencionados no contexto dos relacionamentos românticos. As gravações do projeto ocorreram durante 2009 e 2010 durante a Wonder World Tour, com a produção musical ficando a cargo de Devrim Karaoglu, Marek Pompetzki, Rock Mafia e John Shanks.
Após seu lançamento, Can't Be Tamed recebeu, em seu geral, resenhas generalizadas dos críticos de música, que foram ambivalentes no sentido da percepção de falta de foco musical e uma falha para estabelecer plenamente a imagem pública e matura de Cyrus, também denotando seus vocais "excessivamente" processados e sua falta de profundidade emocional. Comercialmente, teve um desempenho mediano, ao debutar na terceira posição da Billboard 200. No entanto, foi sua posição de pico mais baixa na tabela e seu álbum com menos cópias vendidas nos Estados Unidos, tendo comercializado, no total, 350 mil cópias. Can't Be Tamed se posicionou moderadamente em outras paradas internacionais, tendo as dez melhores posições em regiões como a da Austrália, do Canadá e do Reino Unido
Dois singles foram lançados de Can't Be Tamed. O primeiro, a faixa-título, teve como melhor posição a oitava na Billboard Hot 100, e obteve um desempenho moderado mundialmente. O segundo, "Who Owns My Heart", foi lançado apenas nas regiões da Europa, não entrando em qualquer posição da Billboard Hot 100 e tendo um desempenho pobre nas paradas do continente lançado.  Para sua promoção, a cantora apareceu em várias séries de televisão e embarcou na digressão Gypsy Heart Tour, em 2011. Os esforços promocionais para Can't Be Tamed começaram a associação da artista cada vez mais com uma imagem mais provocativa, algo continuado com seu próximo álbum Bangerz (2013).

## Precedentes
Miley afirmou que dará uma pausa em sua carreira musical após o lançamento de "Can't Be Tamed", pois deseja amadurecer sua música e "poder criar algo mais aguçado, sem que precise se preocupar com comentários do tipo: 'Isso não é o que os fãs querem escutar". Ela completou que deseja dedicar-se ao cinema antes disso acontecer.
Miley acreditava que o verão de 2010 era o melhor momento para lançar o álbum, porque era "definitivamente um bom CD. É bom para explodir em seu carro". O álbum foi lançado pela primeira vez em 18 de junho de 2010, na Alemanha e, em seguida, em 21 de junho de 2010 no Estados Unidos. Uma edição padrão , contendo apenas um CD de áudio, e uma edição deluxe, contendo um CD de áudio e um DVD, foram liberados. O DVD contém imagens inéditas do show de Miley na The O2 Arena em Londres, Inglaterra, que era parte de sua primeira turnê mundial, de 2009 Wonder World Tour. Ele contém dezenove performances ao vivo e bastidores de entrevistas com Miley.

## Gravação
Can't Be Tamed foi gravado enquanto Miley viajava em sua turnê, Wonder World Tour. Em dezembro de 2009, começou o processo de gravação em Londres, Inglaterra. O produtor do álbum John Shanks, que já produziu hits como "The Climb", queria fazer com o que Miley viajasse a lugares diferentes nesse álbum.
Outros produtores com quem Miley trabalhou nesse álbum são Antonina Armato e Tim James, que produziram sucessos de Miley como "See You Again" e "7 Things".

## Singles
- "Can't Be Tamed" foi lançado como o primeiro single do álbum no dia 18 de maio de 2010, através de download digital.[3] Críticos contemporâneos consideraram esta música como a queda da imagem de Hannah Montana que a cantora tinha adquirido, desde a estreia da série, em 2006.[4] A canção estreou estreou no número oito na Billboard Hot 100,no número seis na Canadian Hot 100 , e na 35º posição do Mainstream Top 40 (Pop Songs), dos Estados Unidos.[5] O videoclipe da canção foi dirigido por Robert Hales[6] e mostra Miley presa em uma grande gaiola para aves.[7]

- "Who Owns My Heart" é o segundo single europeu do Can't Be Tamed. O single foi liberado na Alemanha em 15 de outubro de 2010. Seu videoclipe foi gravado no teatro Royal Oak Music em Detroit, Michigan, entre os dias 15 e 16 de agosto de 2010, com direção de Robert Hales e  seu lançamento ocorreu no dia 8 de outubro de 2010 no site do MSN Espanha.[8]

### Outras canções
- "Liberty Walk" foi lançada como um single digital em 23 de novembro, diretamente na loja virtual Itunes em uma versão remix feita pela "Rock Mafia" assim como a canção "See You Again (Rock Mafia Remix)" em 2008. alcançou a posição #79 na parada do Canadá.

- "Stay", apesar de não ter sido oficialmente lançada como single, posicionou em paradas musicais dos Estados Unidos e do Canadá. "Stay" foi número #75 na Billboard Hot 100 e #61 na Canadian Hot 100.

## Divulgação

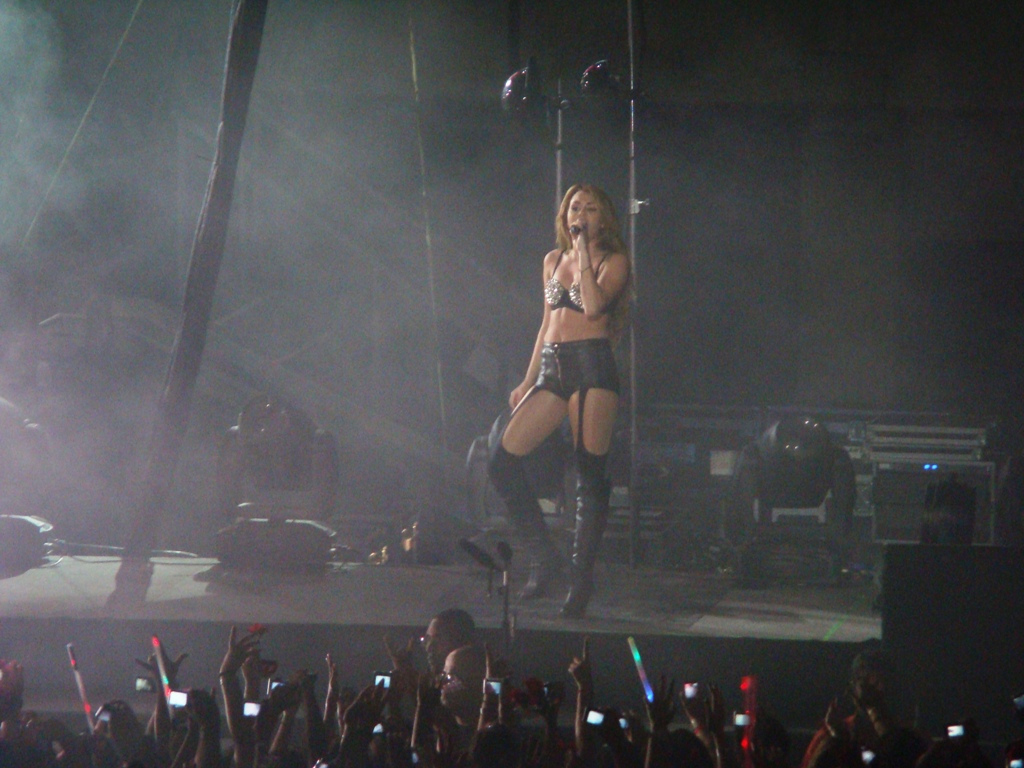
Miley Cyrus em uma performance de "Robot", no Brasil.

Para promover Can't Be Tamed, a Hollywood Records programou apresentações nas rádios e na televisão. A cantora apresentou seu primeiro single no Dancing with the Stars, em 18 de maio de 2010. Duas novas canções foram apresentadas no Rock in Rio Lisboa, em 29 de maio de 2010. Em 3 de junho de 2010, a canção "Can't Be Tamed" foi novamente performada, no programa de televisão britânico Britain's Got Talent. No dia da 21 de junho, Miley se apresentou na boate Heaven, em Londres, para promover o álbum. Miley também cantou no House Of Blues, em Los Angeles, no dia de lançamento do álbum. Ela apresentou sete faixas do disco, sendo seis transmitidas pela MTV, através da internet. Ela promoveu o segundo single "Who Owns My Heart" no MTV Europe Music Awards e no programa alemão Wetten Dass. Miley também cantou a canção "Forgiveness and Love" no American Music Awards.
Como parte da divulgação do Can't Be Tamed, Miley Cyrus entrou na sua terceira turnê mundial a Gypsy Heart Tour com base no álbum. A turnê passou por por países da América do Sul e da Austrália, Miley disse a revista OK! que não passaria pelos Estados Unidos por não se sentir confortável.

## Vendas
Nos Estados Unidos, o álbum vendeu 102 mil cópias apenas na primeira semana, estreando na posição #3 na Billboard 200, atrás de Drake, com o álbum Thank Me Later, e de Eminem, com Recovery. Na semana seguinte foram vendidas 32 mil cópias, e por isso, caiu para a posição #9 - uma queda de 68%. No dia 15 de julho, o álbum caiu mais duas posições, indo para a #11, com a venda de 28 mil cópias. Em Portugal o disco manteve-se 4 semanas em 1º lugar da tabela de vendas, atingindo o disco de ouro. No Brasil a cantora atingiu 40 mil cópias, recebendo disco de Platina.Atualmente, o álbum ultrapassou 450 000 exemplares vendidos em os EUA e mais de 1 milhão de cópias em todo o mundo. Ele também conseguiu 6 vezes platina e 3 discos de ouro em todo o mundo.

## Faixas
| Edição padrão  |                                               |                                                                                               |         |  |
| N.º            | Título                                        | Compositor(es)                                                                                | Duração |  |
| 1.             | "Liberty Walk"                                | Antonina Armato, Miley Cyrus, John Read Fasse, Tim James, Michael McGinnis, Nicholas J. Scapa | 4:06    |  |
| 2.             | "Who Owns My Heart"                           | Antonina Armato, Miley Cyrus, Tim James, Devrim "DK" Karaoglu                                 | 3:34    |  |
| 3.             | "Can't Be Tamed"                              | Miley Cyrus, Antonina Armato, Paul Neumann, Marek Pompetzki, Paul NZA, Brandon Jane           | 2:48    |  |
| 4.             | "Every Rose Has It's Thorn" (Cover de Poison) | Bret Michaels, Rikki Rockett, Bobby Dall e C.C. Deville                                       | 3:48    |  |
| 5.             | "Two More Lonely People"                      | Miley Cyrus, Antonina Armato, Angie Aparo, Brandon Jane, Kevin Kadish                         | 3:09    |  |
| 6.             | "Forgiveness And Love"                        | Miley Cyrus, Antonina Armato, Tim James, Adam Schmalholz                                      | 3:28    |  |
| 7.             | "Permanent December"                          | Miley Cyrus, John Shanks, Claude Kelly                                                        | 3:37    |  |
| 8.             | "Stay"                                        | Miley Cyrus                                                                                   | 4:20    |  |
| 9.             | "Scars"                                       | Miley Cyrus                                                                                   | 3:42    |  |
| 10.            | "Take Me Along"                               | Miley Cyrus                                                                                   | 4:09    |  |
| 11.            | "Robot"                                       | Miley Cyrus                                                                                   | 3:43    |  |
| 12.            | "My Heart Beats For Love"                     | Miley Cyrus, John Shanks, Hilary Lindsey, Gordie Sampson                                      | 3:45    |  |
| Duração total: | Duração total:                                | Duração total:                                                                                | 44:13   |  |

| iTunes Bônus Track |                                                     |                                                                                     |         |  |
| N.º                | Título                                              | Compositor(es)                                                                      | Duração |  |
| 13.                | "Can't Be Tamed" (Rockangeles Remix (Feat.Lil Jon)) | Miley Cyrus, Antonina Armato, Paul Neumann, Marek Pompetzki, Paul NZA, Brandon Jane | 4:00    |  |
| Duração total:     | Duração total:                                      | Duração total:                                                                      | 48:13   |  |

| iTunes Bônus Track 2011 |                                                       |                                                                                          |         |  |
| N.º                     | Título                                                | Compositor(es)                                                                           | Duração |  |
| 14.                     | "Who Owns My Heart" (Static Revenger Controversy Mix) | Miley Cyrus, Antonina Armato, Tim James, Devrim Karaoglu                                 | 4:39    |  |
| 15.                     | "Liberty Walk" (Dubkiller Remix)                      | Miley Cyrus, Antonina Armato, Tim James, John Read Fase, Michael McGinnis, Nick J. Scapa | 4:13    |  |
| Duração total:          | Duração total:                                        | Duração total:                                                                           | 48:13   |  |

| DVD - Can't Be Tamed – Mini DVD |                                                                         |         |  |
| N.º                             | Título                                                                  | Duração |  |
| 1.                              | "Can't Be Tamed" (Behind The Scenes)                                    | 4:00    |  |
| 2.                              | "Fly On The Wall" (Live From London's O2 Arena)                         | 2:31    |  |
| 3.                              | "Start All Over" (Live From London's O2 Arena)                          | 3:27    |  |
| 4.                              | "Can't Be Tamed" (Video Musical)                                        | 3:50    |  |
| 5.                              | "Miley ♥ London" (Miley Takes Everything She Loves In The UK's Capital) | 5:00    |  |

Edição deluxe
A edição deluxe de Can't Be Tamed foi lançada no mesmo dia que a padrão, teve como bônus um DVD com o show completo e inédito da Miley Cyrus Wonder World Tour.
| DVD - Miley Cyrus: Live at The O2 |                                |         |  |
| N.º                               | Título                         | Duração |  |
| 1.                                | "Breakout"                     | 3:26    |  |
| 2.                                | "Start All Over"               | 3:27    |  |
| 3.                                | "7 Things"                     | 3:33    |  |
| 4.                                | "Kicking and Screaming"        | 2:58    |  |
| 5.                                | "Bottom of the Ocean"          | 3:15    |  |
| 6.                                | "Fly on the Wall"              | 2:31    |  |
| 7.                                | "Let's Get Crazy"              | 2:35    |  |
| 8.                                | "Hoedown Throwdown"            | 3:02    |  |
| 9.                                | "These Four Walls"             | 3:28    |  |
| 10.                               | "When I Look at You"           | 4:08    |  |
| 11.                               | "Obsessed"                     | 4:03    |  |
| 12.                               | "Spotlight"                    | 3:07    |  |
| 13.                               | "G.N.O. (Girl's Night Out)"    | 3:38    |  |
| 14.                               | "I Love Rock 'n' Roll"         | 2:48    |  |
| 15.                               | "Party in the U.S.A."          | 3:22    |  |
| 16.                               | "Hovering" (feat. Trace Cyrus) | 2:32    |  |
| 17.                               | "Simple Song"                  | 3:32    |  |
| 18.                               | "See You Again"                | 3:10    |  |
| 19.                               | "The Climb"                    | 3:56    |  |

## Paradas musicais
| Parada (2010)                   | Melhor posição |
| ------------------------------- | -------------- |
| Argentinian Albums Chart        | 3              |
| Australian Albums Chart         | 4              |
| Austrian Albums Chart           | 2              |
| Belgium Albums Chart (Flanders) | 8              |
| Belgium Albums Chart (Valônia)  | 7              |
| Canadian Albums Chart           | 2              |
| Czech Albums Chart              | 8              |
| Danish Albums Chart             | 25             |
| Dutch Albums Chart              | 31             |
| European Top 100 Albums         | 2              |
| Finnish Albums Chart            | 41             |
| French Albums Chart             | 13             |
| German Albums Chart             | 4              |
| Greek Albums Chart              | 3              |
| Hungarian Albums Chart          | 20             |
| Irish Albums Chart              | 5              |
| Italian Albums Chart            | 4              |
| Mexican Albums Chart            | 10             |
| New Zealand Albums Chart        | 2              |
| Norway Albums Chart             | 8              |
| Polish Albums Chart             | 11             |
| Portuguese Albums Chart         | 1              |
| Spanish Albums Chart            | 1              |
| Swedish Albums Chart            | 21             |
| Swiss Albums Chart              | 1              |
| UK Albums Chart                 | 8              |
| Billboard 200                   | 3              |

### Certificações
- : Platina[37]

- : Platina[38]

- : Platina[39]

- : Ouro

## Histórico de lançamento
| País           | Data                | Gravadora         |
| -------------- | ------------------- | ----------------- |
| Alemanha       | 18 de Junho de 2010 | Hollywood Records |
| Estados Unidos | 21 de Junho de 2010 | Hollywood Records |
| Reino Unido    | 21 de Junho de 2010 | Polydor Records   |
| Portugal       | 21 de Junho de 2010 | Universal Music   |
| Espanha        | 21 de Junho de 2010 | Universal Music   |
| Japão          | 23 de Junho de 2010 | Hollywood Records |
| Austrália      | 25 de Junho de 2010 | Hollywood Records |
| Brasil         | 27 de Junho de 2010 | Universal Music   |